# Bahnstrecke Fredersdorf–Rüdersdorf
| Streckennummer (DB): | 6533                               |                                         |                                         |
| Kursbuchstrecke: | 94b (1934) 594b (1939) 101a (1946) |                                         |                                         |
| Streckenlänge: | 5,4 km                             |                                         |                                         |
| Spurweite: | 1435 mm (Normalspur)               |                                         |                                         |
| Zweigleisigkeit: | nein                               |                                         |                                         |
| |                                    |                                         |                                         |
| \| \| \| Ostbahn von Berlin \| \| \| \| 0,0 \| Fredersdorf (b Berlin) \| 54 m ü. NHN \| \| \| \| Ostbahn nach Kostrzyn \| \| \| \| 1,6 \| Petershagen (b Berlin) \| Petershagen (b Berlin) \| \| \| 5,4 \| Rüdersdorf (b Berlin) ehem. Personenbf. \| Rüdersdorf (b Berlin) ehem. Personenbf. \| \| \| \| Anschluss CEMEX \| \| |                                    |                                         |                                         |
| Strecke |                                    | Ostbahn von Berlin                      | Ostbahn von Berlin                      |
| Bahnhof | 0,0                                | Fredersdorf (b Berlin)                  | 54 m ü. NHN                             |
| Abzweig geradeaus und nach links |                                    | Ostbahn nach Kostrzyn                   | Ostbahn nach Kostrzyn                   |
| ehemaliger Haltepunkt / Haltestelle | 1,6                                | Petershagen (b Berlin)                  | Petershagen (b Berlin)                  |
| Dienststation / Betriebs- oder Güterbahnhof | 5,4                                | Rüdersdorf (b Berlin) ehem. Personenbf. | Rüdersdorf (b Berlin) ehem. Personenbf. |
| Strecke |                                    | Anschluss CEMEX                         | Anschluss CEMEX                         |

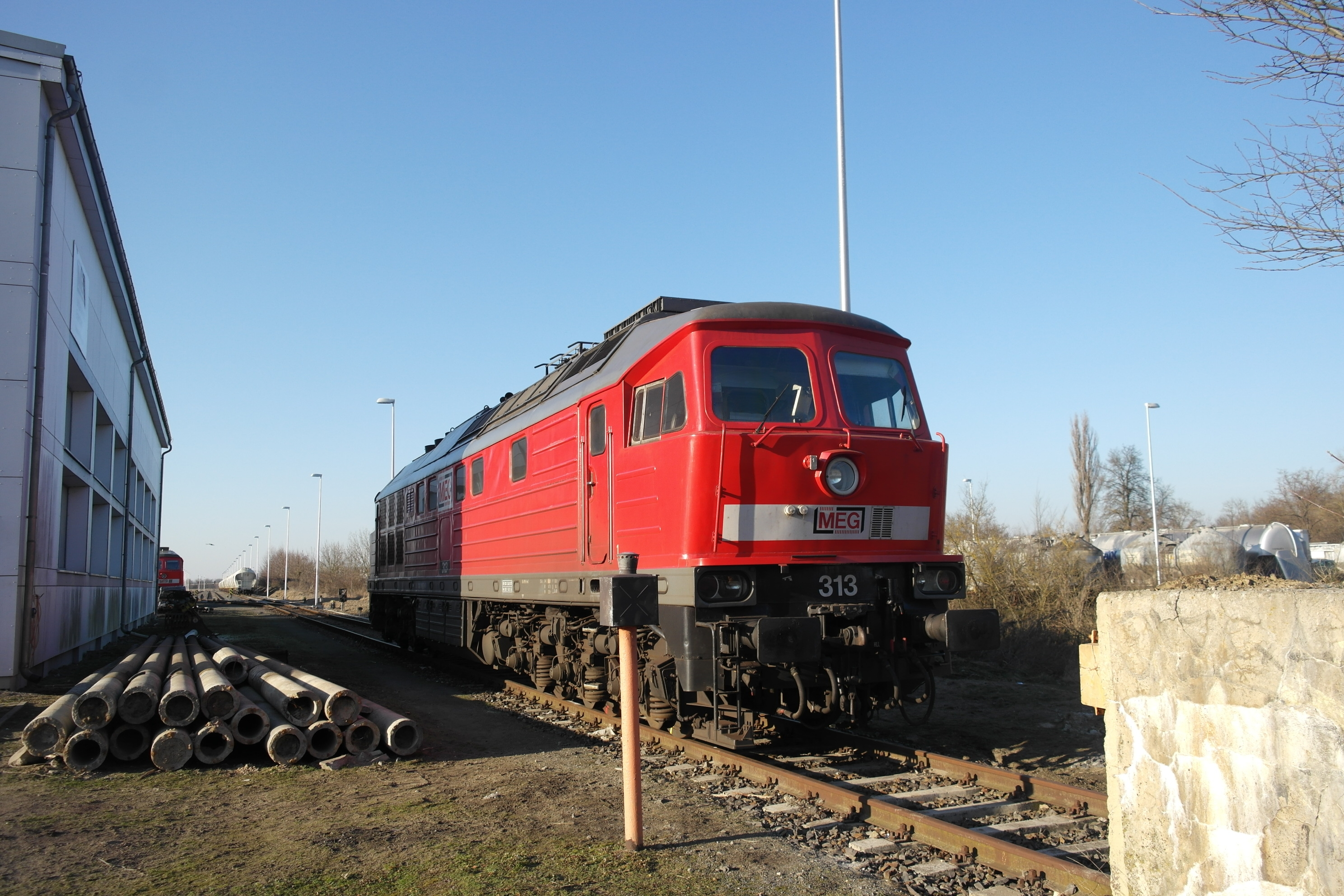
Bahnhof Rüdersdorf (b Berlin) im Jahr 2013

Die Bahnstrecke Fredersdorf–Rüdersdorf ist eine eingleisige, 5,4 km lange Nebenbahn, die in Fredersdorf von der Ostbahn abzweigt und in Rüdersdorf bei Berlin endet. Die einzige Zwischenstation auf der Strecke war der Haltepunkt Petershagen.
Am 15. September 1872 eröffneten die Königlich Preußischen Staatseisenbahnen die Zweigstrecke von Fredersdorf nach Rüdersdorf. Sie wurde für den Personen- und Güterverkehr genutzt. Am 1. Oktober 1891 wurde auf der Strecke der Berliner Vororttarif eingeführt. Am 30. Mai 1965 stellte die Deutsche Reichsbahn den Personenverkehr auf der Strecke ein. Seitdem wird sie nur noch für den Güterverkehr genutzt und es besteht Anschluss an die Rüdersdorfer Werkbahnen. Der Berliner S-Bahn-Tarif galt auch nach Einstellung des Eisenbahnverkehr in den Bussen zwischen Fredersdorf und Rüdersdorf. Petershagen und Rüdersdorf waren bis zur Einführung gemeinsamer Tarife für S-Bahn und andere örtliche Nahverkehrsmittel Anfang der 1990er Jahre die beiden einzigen im Verzeichnis der Berliner S-Bahn-Stationen, die nur von Bussen angefahren wurden.